# 丁稚
丁稚（でっち）とは、商家に年季奉公する幼少の者を指す言葉。丁稚として働く (奉公する) ことを丁稚奉公といった。職人のもとでは徒弟、弟子、子弟とも呼ばれる。江戸時代に特に多かった。明治時代以後はいわゆる近代的な商業使用人となっていく。
現代でも一般社員（ヒラ社員）が自嘲的に「まだ丁稚です」と比喩的に使う事もあるが、これは次の段階である手代が主任や係長といった中間管理職に相当するため（「手代」の語は2005年改正まで商法にも定義されていた）。上方ことばの丁稚に対して江戸言葉では「小僧」である。

## 商家奉公人
10歳前後で商店に丁稚として身売りされて商家の奴婢となり、年間数日の休みで1日13〜16時間雑用と肉体労働に従事し、読み書き算盤の教育も施された。逃亡や犯罪の防止の為、紹介者の仲介と保証人による保証が必要とされた。丁稚の中でも経験年数によって新入りから手代目前の者までの上下関係がある（丁稚の時の呼び名は「＊松」で、＊には丁稚本人の名の一字が入る場合が多い）。丁稚の仕事は蔵への品物の出し入れ等の力仕事が多く、住み込みの為に番頭や手代から礼儀作法を徹底的に叩き込まれる。また入口付近に立っての呼込みや力仕事が主で、商品を扱う事は無い。店が当日の営業を終えたからといって終わりではなく、夕刻閉店した後には番頭や手代らから商人として必須条件である読み書きやそろばんを教わった。他店や客からは「小僧さん」（江戸ことば）、「丁稚どん」「坊主」などと呼ばれる。
丁稚奉公の終了後、主人（船場言葉では「旦(だん)さん」。“旦那さん”が訛ったと思われる）の判断により半数程度が改めて雇傭され手代となる。小僧奉公はおおむね10年であり、終了後に雇傭されなければ奉公期間は全くの無給。手代はその字の通り、主人や番頭の手足となって働く（手代の時の呼び名は「＊吉」「＊七」等で、下位の番頭と同じである）。そして、番頭を任され（大店（おおだな）では“小番頭” “中番頭” “大番頭”と更にランク分けされる店もあり、呼び名は「＊助」である）主人の代理として店向き差配や仕入方、出納や帳簿の整理、同業者の寄合への出席など支配人としての重要な業務を任されるようになる。
番頭となるのはおおむね30歳前後であり、支店をまかされたり暖簾分けされ自分の商店を持つことが許される。ただしそこに到達するまでは厳しい競争に勝ち抜く必要があった。例えば、江戸期の三井家の丁稚の場合、暖簾分けまで到達できるのは300人に1人であった。そのため丁稚になった者の生涯未婚率が高く、平均寿命も30代前半と極めて短命で、江戸後半に人口頭打ちとなった要因と言われている。そもそも農地拡大が限界に達して、長男（その嫁）以外は田畑を継げず丁稚に出されたのが実情である。※明治以降になると化学肥料・品種改良・農薬などが発達し、戦後は食糧輸入の増加によって養える人口が増えている。

## 報酬
金銭と引換に身売りされて主人と主従関係を結ぶ身分制度であり無給。丁稚奉公が終了し、改めて商家に雇傭された者が手代で、給金が支払われた。丁稚と手代までは住込、番頭より上は自宅を構え家族をもつこともあった。丁稚には給与は無く、衣食住が保障されたのみであった。お盆・暮れの年2回、小遣いや藪入りの際の実家への手土産、新しい衣服（お仕着せ）などが支給されることがあった。主人としては商売の教育を施して飯を食わせるのであるから無給は当然であり、丁稚となる者にとっても貧家からの丁稚であれば少なくとも飯が食えるというメリットはあった。この報酬体系から丁稚は、しばしば丁稚奉公(江戸言葉では小僧奉公）と表される。

## 丁稚制度の消滅
丁稚の数は江戸時代に最も多く、明治維新以降には次第に近代的な商業使用人へと転換されていった。
1928年3月13日、東京神田の巌松堂少年店員42人、丁稚奉公制度に抗して争議して、なぐること、名前に「どん」をつけること、玄米食、積立金に反対し、月3回休みなどを要求した。同じ年の東京府の浮浪者調査でも、奴隷的な年季奉公が嫌われた結果として店員、女中、小僧の不足が生じ、事業者が農村部から誘拐或は150~200円で買って売る奴隷商人から購入して酷使され、堪えかねて逃亡し浮浪者となった事例が多数を占めている。
GHQの占領統治下にあった1947年に施行された労働基準法で、満15歳に達してから最初の3月31日を迎える前の児童を雇用することが原則的に禁止され、丁稚制度は完全に消滅した。
21世紀においては、商店街が修学旅行生に向けた店舗作業体験を「あきんど・丁稚体験」と名付けたり、金融機関が取引先の業務を従業員に体験させる取り組みを「丁稚研修」と名付ける、といった「比喩」の形で「丁稚」という用語を使用する例が見られる。

## その他
- 「でっち上げ」という言葉は、丁稚とは関係がない。（「捏」の漢音「デツ」が語源）
- 松下電器の創業者である松下幸之助は少年時代、大阪の船場などに丁稚奉公して火鉢店や自転車店で仕事を手伝っていた時期がある。
- 本田技研工業の創業者である本田宗一郎は少年時代、東京の自動車修理工業に丁稚奉公として修理技術を磨いた。
- 安田善次郎が奉公人から立身出世した生い立ちから安田財閥の幹部は奉公人と呼ばれ財閥系企業の重役は丁稚と呼ばれた。有力者の前では安田財閥幹部が謙遜して「安田の丁稚」と名乗ることがあった。

## 文献情報
- 丹野勲「江戸時代の奉公人制度と日本的雇用慣行」『神奈川大学国際経営論集』第41号、神奈川大学経営学部、2011年3月、57-70頁、ISSN 09157611、NAID 40018808922。
- 桂浩子「〈論文〉伊藤長兵衛商店の奉公人」『滋賀大学経済学部附属史料館研究紀要』第40号、滋賀大学経済学部附属史料館、2007年3月、11-26頁、ISSN 02866579、NAID 110006228829。
- 森嘉兵衛「近世農村奉公人の法律的性格」『岩手大學學藝學部研究年報』第3号、岩手大學學藝學部學會、1952年6月、29-40頁、doi:10.15113/00011936、NAID 120001123139。
- 福山昭「近世寒天業の賃労働者」『大阪教育大学紀要 (0xF9C2)社会科学・生活科学 02 社会科学・生活科学』第19号、大阪教育大学、1971年3月、83-91頁、ISSN 03893456、NAID 110004094260。